# 神奈川県道509号相武台下停車場線

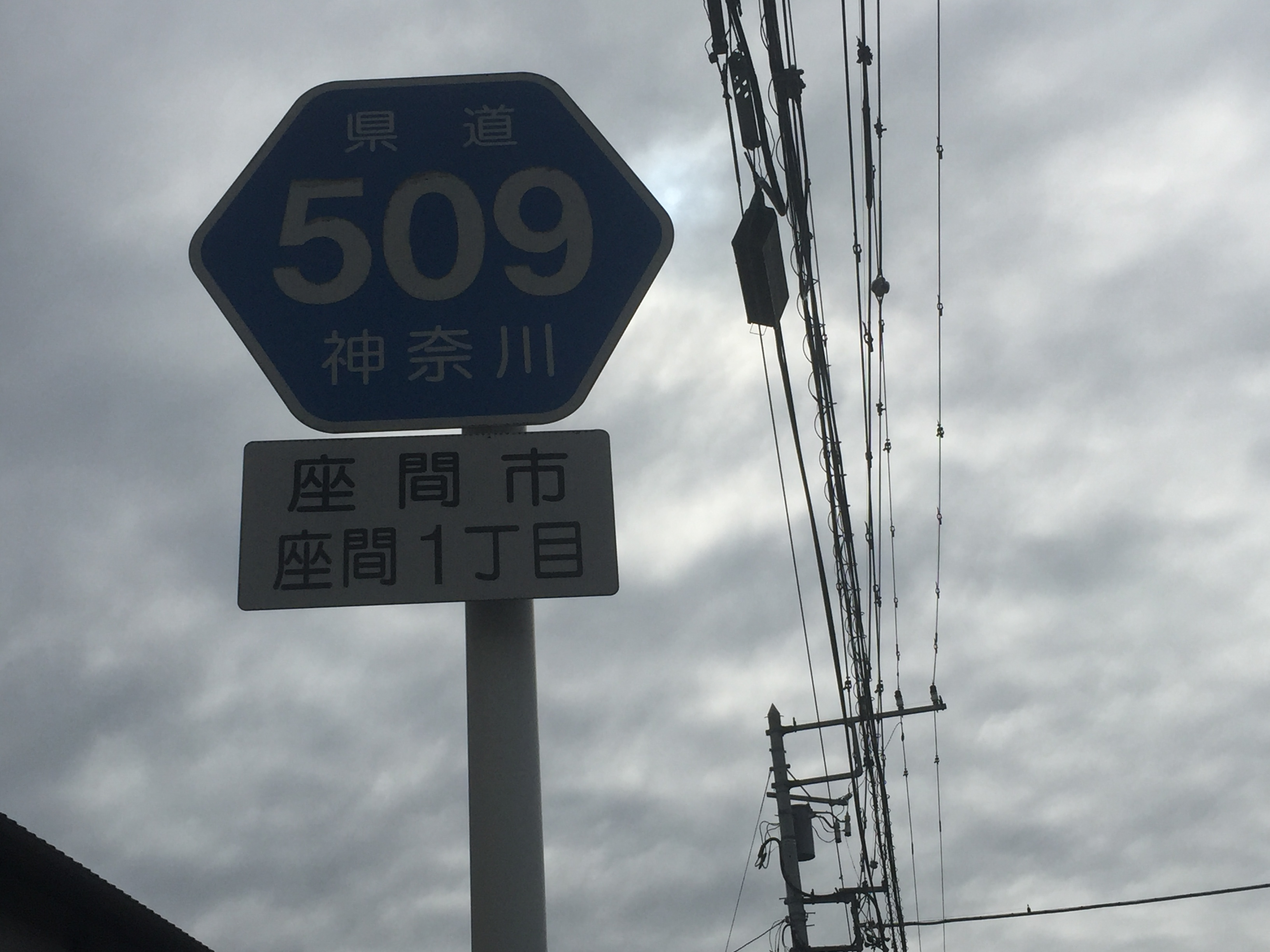
県道番号標示（座間市座間）

神奈川県道509号相武台下停車場線（かながわけんどう509ごう そうぶだいしたていしゃじょうせん）は、神奈川県相模原市と座間市を結ぶ一般県道。

## 概要
JR相模線相武台下駅前を起点として東進、途中の鳩川を渡る橋梁で相模原市から座間市へ入り、神奈川県道46号線に合流する400mほどの道である。
- 全長：0.4km
- 起点：相模原市南区新戸 相武台下駅前
- 終点：座間市座間 相武台下駅入口交差点（神奈川県道46号相模原茅ヶ崎線）
- Google マップ - 一部に起点方向への一方通行区間があるため終点→起点方向に表記

## 通過する自治体
- 神奈川県
  - 相模原市（南区） - 座間市

## 接続する道路
- 神奈川県道46号相模原茅ヶ崎線（相武台下駅入口交差点）

## 画像

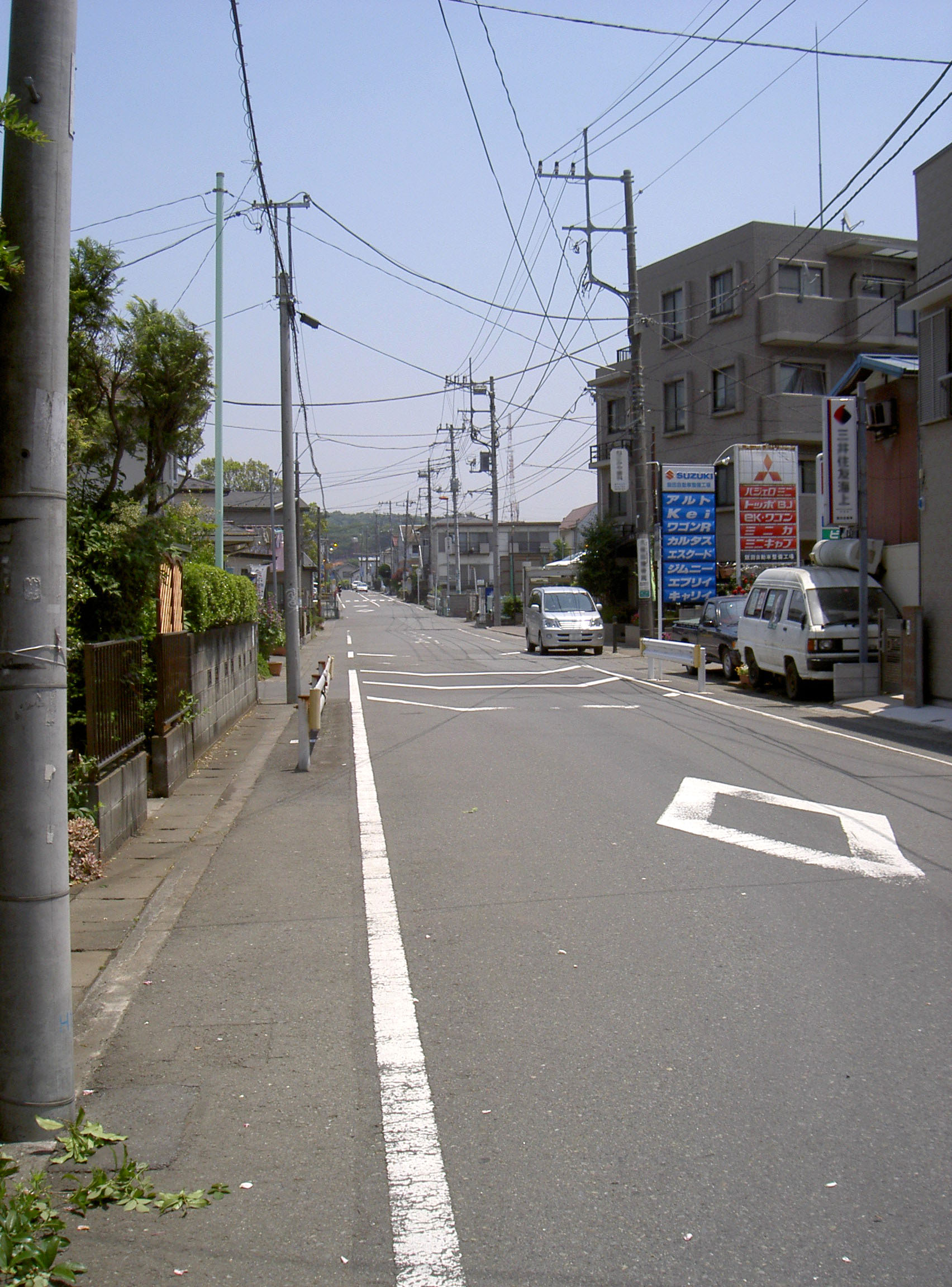
相武台下駅側から望む神奈川県道509号
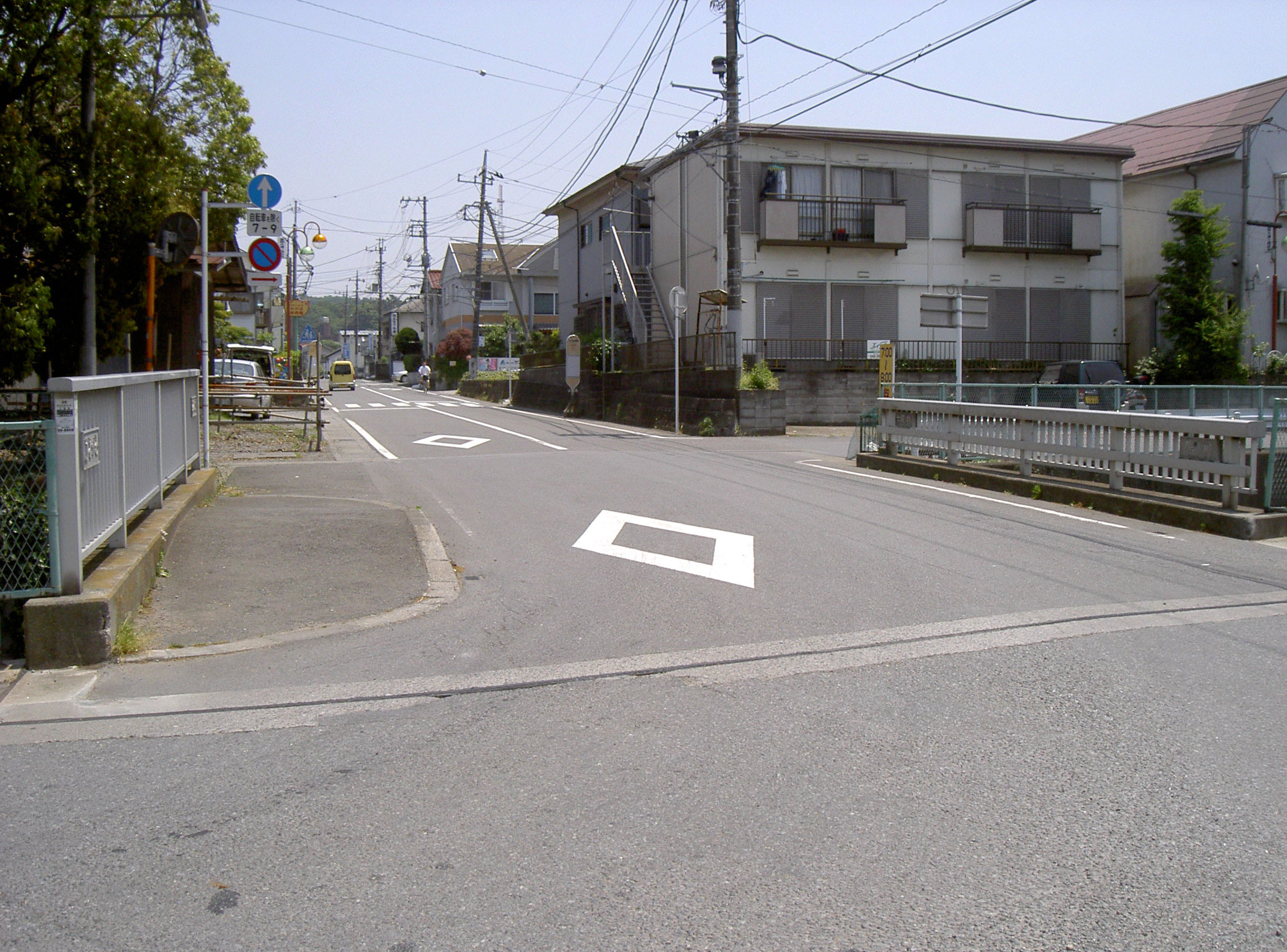
鳩川を渡る橋梁。相模原市と座間市の境界になっている
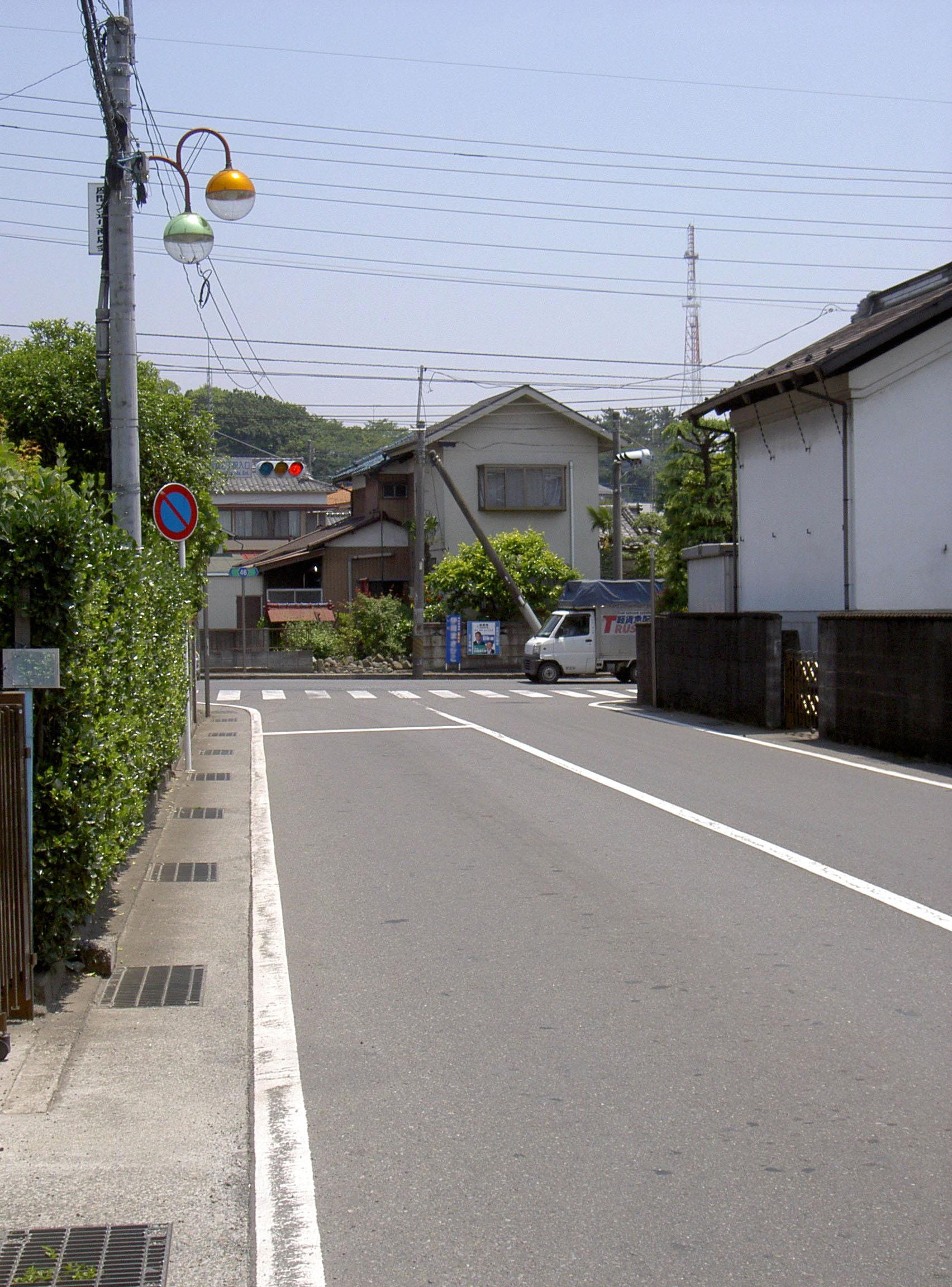
神奈川県道46号（奥）との合流地点

## 注記
1. ↑  駅舎を出てすぐの場所ではなく、駅前広場から線路沿いに少し南下した地点が起点である。